# Јавне службе у систему цивилне одбране
Послови цивилне одбране организују се и врше у оквиру друштвено организационих целина у којима су грађани организовани по територијалном и радном принципу, односно органима и организацијама државе, локалне управе, предузећа, као и установа и других организација јавних служби или делатности, друштвених и других организација.
Јавне службе имају битну улогу у организовању и функционисању система цивилне одбране, будући да окупљају најшире слојеве становништва с циљем да задовоље њихове личне и заједничке интересе и потребе. Јавне службе су повезане са осталим субјектима система цивилне одбране и, заједно са њима, омогућавају ефикасно функционисање овог система у миру и рату кроз обављање послова и надлежности из свог делокруга рада. Без њих систем цивилне одбране не би могао успешно и у потпуности да испуни своје задатке.

## Систем цивилне одбране
Систем одбране је скуп усвојених теоријских ставова, начела и принципа општедруштвеног, политичког, војног и економског карактера, на основу којих се држава припрема за одбрану.
Данас већина земаља у оквиру својих савремених одбрамбених система обухвата два основна елемента: стручно оспособљене, школоване и опремљене оружане снаге и свеобухватну припрему становништва и свих других субјеката друштва у циљу спречавања и адекватног супротстављања могућим опасностима у миру и рату.
Први елемент је основ војне одбране и задатак му је очување територијалног интегритета, суверенитета и уставног поретка државе, и остварује га применом војне силе. Други елемент се код већине савремених земаља назива „цивилна одбрана“.
Према једној свеобухватној дефиницији коју наводи Владимир Јаковљевић, цивилна одбрана као део одбрамбено-заштитног система земље представља облик цивилног организовања државе и друштва, који претпоставља максимално ангажовање свих потенцијала друштва с циљем заштите, одбране и спасавања становништва, материјалних и културних добара, екосистема, привреде, органа власти од свих катастрофичних угрожавања у миру и рату и стварање што повољнијих услова за помоћ и подршку оружаним снагама у свим фазама њиховог оперативног деловања, као и припрему за неоружано супротстављање нападачу (агресору у рату).
Ситем цивилне одбране обухвата:
1. Цивилну заштиту - лична и узајамна заштита грађана, мере заштите и спасавања, јединице цивилне заштите, штабови за заштиту и спасавање, служба осматрања и обавештавања, и  предузећа, организације и службе опремљене и оспособљене за заштиту и спасавање;
2. Државне органе и институције свих нивоа;
3. Привредни и економски потенцијал земље - предузећа и институције у приватном и државном сектору;
4. Службе јавних делатности – здравство, социјална заштита, образовање, информисање, култура и уметност, наука и научноистраживачки рад;
5. Систем обучавања и оспособљавања за активности цивилне одбране.

## Јавне службе у систему цивилне одбране
Успешна организација и ефикасно функционисање јавних служби битна је претпоставка ефикасног функционисања система цивилне одбране у миру и рату. Ове службе задовољавају човекове основне здравствено-социјалне, васпитно-образовне, културно-уметничке, научне и информатичке потребе. Јавне службе дају двојак допринос припремама система цивилне одбране:
1. у оквиру редовне делатности и мирнодопским условима ангажују се на оспособљавању, образовању и васпитању грађана;
2. припремају становништво за супротстављање свим облицима угрожавања у миру и рату.

Током припрема одбране, оне своје активности планирају тако да допринесу формирању здравих, социјално уравнотежених, морално чврстих и интелектуално развијених личности које су спремне и способне да се ангажују у одбрани и заштити земље и друштва.
Планске припреме јавних служби у оквиру система цивилне одбране организују се кроз:
1. припреме надлежних државних органа за извршавање послова и задатака у области јавних служби за време ванредних ситуација у миру и рату;
2. припреме одређених институција и организација које обављају јавну службу или делатност, а којима су у систему одбране утврђени посебни задаци;
3. припреме осталих институција и организација које обављају јавну службу.

Заједно са осталим субјектима друштва, јавне службе представљају интегралну целину и свака у свом декокругу рада доприноси функционисању система цивилне одбране у миру и рату.
Јавне службе у систему цивилне одбране су:
1. Здравствена служба;
2. Социјалне службе;
3. Васпитно-образовне установе;
4. Научно-истраживачке установе;
5. Културно-уметничке установе;
6. Службе јавног информисања.

### Здравствена служба
Здравствену службу у Републици Србији чине здравствене установе и други облици здравствене службе које се оснивају ради спровођења и обезбеђивања здравствене заштите, као и здравствени радници, односно здравствени сарадници, који обављају здравствену делатност.
Здравствену службу у функцији система цивилне одбране чине:
1. Завод за јавно здравље;
2. Служба хитне медицинске помоћи;
3. Национални центар за контролу тровања (ВМА);
4. Мобилна еко-токсиколошка лабораторија.

У припремању здравствене службе у оквиру система цивилне одбране се узима у обзир чињеница да су у ванредним ситуацијама у миру, а посебно у рату, обољења и губици у људству масовни. Неопходно је спровести свеобухватне и реалне процене угрожености у миру и рату и предузети одговарајуће мере у здравству. Проценом се обухватају најразличитији параметри, и то:
- процена максималне искоришћености свих капацитета здравства у односу на различите ситуације у миру и рату;
- процена стручне оспособљености медицинског кадра за деловање у кризним ситуацијама;
- процена стања и квалитета опреме којом располаже здравствена служба и могућност њене искоришћености;
- процена постојећих и могућих количина и врста санитетских материјала и средстава;
- процена транспортних средстава, као и процена алтернативних облика превоза и евакуације рањених, оболелих и унесрећених;
- процена могућих евентуалних губитака у оквиру здравствене службе, и то како у људству, тако и у опреми и смештајним капацитетима;
- процена броја повређених, оболелих - по врстама повреда;
- процена хигијенско-епидемиолошке, менталнохигијенске и социјалномедицинске ситуације.

Припреме здравства у миру за рад у ратним и другим ванредним ситуацијама тежишно се усмеравају у два правца. Са једне стране, усмерава се на унапређење здравља и психофизичку способност људи и подизање опште здравствене културе граћанина, а са друге на стварање на што повољнијих материјалних, кадровских и других услова за рад здравствене делатности у ванредним ситуацијама у миру и у условима рата.
У организовању система цивилне одбране ослања се на већ постојеће институције које су материјално и кадровски обучене и оспособљене. У складу са тим, и организовње здравствене делатности за рад у ванредним ситуацијама у миру и рату чини постојећи систем здравствене делатности и материјална и кадровска база здравствених установа. Стога даљи развој здравствене делатности у организационом, кадровском и материјалном погледу треба усмеравати тако да се непрекидно повећавају капацитети здравствених установа и побољшавају стандарди здравствених услуга, према процењеним потребама за збрињавање људства у ванредним ситуацијама у миру и рату.
Припреме здравствене заштите у оквиру система цивилне одбране усмерене су на:
- утврђивање организационих облика за рад у условима ванредних ситуација у миру и рату;
- непрекидно повећање капацитета здравствених установа;
- побољшање стандарда у области здравствених услуга;
- утврђивање организације медицинског збрињавања повређених и оболелих;
- производњу и обезбеђење неопходних резерви лекова, крви и санитетског материјала;
- распоређивање здравствених резерви по територији у складу са проценом угрожености;
- припрему санитетских јединица и екипа цивилне заштите;
- припрему екипа Црвеног крста;
- остваривање међународне сарадње са Међународним комитетом Црвеног крста и Светском здравственом организацијом;
- припреме грађана за спровођење мера прве медицинске помоћи у оквиру личне и узајамне заштите;
- припреме за спровођење хигијенско-профилактичких мера и санитарни надзор - хигијена снабдевања водом, хигијена исхране, смештаја и сличних животних активности;
- припреме за спровођење противепидемијских мера;
- припреме за прелаз здравствених организација за рад у ванредним ситуацијама и ратним условима - поједини видови здравствене службе сужавају се или се проширују по обиму, зависно од насталих околности, кадровских и материјалних могућности.

Приликом припремања здравствене заштите неопходно је посебну пажњу посветити развоју здравства у недовољно развијеним подручјима и развоју мреже високоспецијализованих установа којима би се покрила шира подручја територије земље. Дакле, неопходно је спроводити принцип регионалности здравствене заштите, јер његова примена омогућује присутност свих важнијих облика здравствене заштите у сваком делу земље и лакше прилагођавање ове службе посебностима регионалних потреба и услова.

### Установе социјалне заштите
Установе социјалне заштите су:
1. центар за социјални рад;
2. установе за смештај корисника - Дом за децу и омладину, Центар за заштиту одојчади, деце и омладине, Центар за породични смештај, Прихватилиште за децу и омладину, Дом за децу и омладину ометену у развоју, Дом за телесно инвалидну децу и омладину са очуваним менталним способностима, Завод за васпитање деце и омладине, Прихватне станице, Прихватилиште, Дом за пензионере и стара лица, Геронтолошки центар, Дом за одрасла инвалидна лица, Завод (дом) за смештај лица ометених у менталном развоју и душевно оболелих лица;
3. установе за дневни боравак и помоћ у кући - Дом за децу и омладину, Центар за заштиту одојчади, деце и омладине, Дневни центар за умерено и теже ментално недовољно развијена одрасла и стара лица, Дневни центар за радно-производне активности инвалидних лица, Центар за помоћ у кући, Клуб за стара и одрасла лица, Дневни центар за стара и одрасла лица.[9]

У ситуацијама ратних разарања и масовних мирнодопских несрећа и катастрофа долази до разних проблема у области социјалне заштите. У случају рата и других ванредних ситуација, затечене мирнодопске социјалне потребе грађана највећим делом се преносе и вишеструко повећавају. Разликују се по интензитету испољавања, последицама и начину решавања. Међутим, у рату се јављају и нови социјални проблеми, што социјалној заштити у погледу припрема даје посебан значај.
У рату долази до огромних уништавања материјалних и културних добара, као и људских губитака, па се социјалне појаве и проблеми јављају у многоструко већем обиму, често и сасвим неочекивано. Масовна разарања доводе до знатног оштећења и уништавања стамбеног фонда и комуналних постројења и објеката у градовима, индустријским и већим насељима, до отежаног саобраћаја и снабдевања, поремећаја производње, смањења фонда прехрамбених намирница и других неопходних артикала, а знатан део грађана и домаћинстава остаје без имовине и основних средстава за егзистенцију.
Међутим, последице ратних разарања нису само материјалне природе. Настају и велики губици у људским животима, у повређеним и оболелим, као и несталим. Такође, долази и до миграција становништва које су неизоставни пратилац ратова. Повећава се број војних и цивилних инвалида рата, напуштене деце без родитеља и старања, старих и изнемоглих особа без неге и друге помоћи, угрожених и незбринутих лица без средстава за егзистенцију.
Поред редовних корисника социјалне заштите, у рату ће се појавити и нове категорије, као што су, на пример, породице лица на дужности у војним снагама, обавезника радне обавезе, нарочито изван места пребивалишта, обавезника цивилне заштите, затим избеглице, повратници и њихове породице, деца без старатељства, остарела и самохрана лица, инвалиди разних категорија и друга незбринута лица.
Осим проблема који проистичу из обавеза према постојећим и новим социјалним корисницима, чији се број знатно повећава, међу најважније социјалне проблеме које у рату треба хитно решавати спада збрињавање великог броја људи који одједном, или у кратком периоду, остају без крова над главом и најнужнијих средстава за живот.
Институције социјалне заштите у тим ситуацијама морају да буду спремне а пруже неопходну помоћ и заштиту најугроженијима. Помоћ треба пружити првенствено онима који су остали без основних услова за живот, деци без родитеља, инвалидима, старим лицима и другим категоријама угрожених грађана. Најчешћи облици социјалне помоћи су новчана помоћ из фондова, стална или једнократна, помоћ у натури (храна, одећа, обућа и сличне потребе), пружање неге старим и онемоћалим лицима, смештај у социјалне и здравствене установе, као што су установе дечје заштите, старачки домови, центри за ретардирану децу и психијатријске установе, помоћ у оспособљавању за рад и у запошљавању, остваривање старатељства и усвајања, третман малолетних делинквената појачаним надзором, бригом и праћењем, упућивањем у одређене установе и организације за ресоцијализацију.
За спровођење социјалне заштите првенствено се ангажују постојеће институције социјалних делатности. Поред њих, у активностима социјалне заштите делују и хуманитарне организације, као што је Црвени крст, здравствени центри, образовне институције, удружења грађана и друге владине и невладине организације, верске организације и органи локалне власти.
Ове организације и институције се организују у циљу обезбеђивања нужног смештаја, исхране и других минималних услова за живот и рад угрожених грађана. Посебно се морају припремити установе социјалне делатности и центри за социјални рад, јер ће они у ситуацијама као што су рат и друге мирнодопске опасности деловати као стручни органи и органи управљања у области решавања насталих социјалних последица.

### Васпитно-образовне установе
Систем васпитања и образовања представља делатност од посебног друштвеног значаја будући да му је основни циљ социјализација и развој личности путем стицања и усвајања одговарајућих знања из различитих области друштвеног живота.
Систем васпитања и образовања има веома важну улогу у оспособљавању младих генерација да се успешно супротставе свим изазовима који могу на одговарајући начин угрозити њихово здравље, живот, имовину и највише друштвене вредности. Потенцијалне опасности, било да су природне, техничко-технолошке или друштвене, намећу потребу одбрамбено-заштитног оспособљавања сваке младе личности, без обзира на врсту послова којима ће се у животу и на радном месту бавити. Васпитно-образовним припремама младих развија се свест о основним вредностима државе и друштва, односно убеђење о неопходности одбране земље, заштите људи, материјалних и културних добара и животне средине. Тежи се изградњи реалистичних визија о карактеру и физиономији појединих опасности, разјашњавању њихових узрока и последица, начина превенције и ефикасне заштите.
У припремама васпитања и образовања за ефикасно функционисање у области цивилне одбране ангажују се сви субјекти друштва - породица, школе, факултети и други чиниоци, и у миру и у рату. Васпитно-образовне институције, са својим кадровима, дужне су да у складу са условима средине у којој делују, организују и спроводе све мере припрема за спречавање, ублажавање и отклањање последица у ванредним ситуацијама. У тим припремама присутни су општеобразовни захтеви и важећи хумани прописи, који се регулишу законским одредбама.
Васпитно-образовне институције и њихови кадрови се припремају и оспособљавају за одређене задатке у миру, ванредним ситуацијама и рату. Имајући у виду значај ових припрема, неопходно је у будућности обезбедити такав систем образовања чији наставни и научни садржаји, васпитачи, васпитаници и њихове институције, могу да буду непосредно или посредно ангажовани у припремама за цивилну одбрану у срединама у којима живе и раде.
Припреме васпитања и образовања за потребе цивилне одбране, али и одбране земље уопште, морају бити свеобухватне, сталне и не могу се искључити и занемарити, ако се има у виду обавеза државе да обезбеди сигурност и заштиту својих грађана од свих облика угрожавања умиру и рату.
Иако васпитање и образовање младих у области заштите живота, здравља људи и имовине почиње још у породичном и предшколском васпитању, школа је, као основни фактор организованог васпитања и образовања, незаменљива. Школа је дужна да развија знања, свест и навике којима се опасности предупређују. Она има задатак да научи човека да овлада природом, али и да му помогне да се заштити од опасности које управо из ње и потичу. Савременом човеку прете све веће опасности, чији је он главни, а често и једини виновник.
Школа треба да образује и васпитава пре свега за живот, а потом и за рад. Васпитање за активну заштиту себе и других, физичког интегритета или природних својстава и животне средине, при чему се стварају навике и осећања одговорности, истинољубивости, хуманости, праведности, скромности, предмет је васпитног деловања школског образовања. Није довољно само овладати техничко-технолошким знањима, већ је потребно и развити читаву личност будућег стручњака, хумани и хуманистички ентитет, карактерно-вољна својства, етичност и сличне особине.
На озбиљност проблема указује недовољна заступљеност наставних садржаја о питањима сигурности живота, заштите здравља и животне средине у програмима намењеним школској популацији, чиме се оповргава тврдња да се кроз школске програме и организован рад обезбеђује потребна превенција ученика основних и средњих школа.

### Научно-истраживачке установе
Наука и научноистраживачки рад незаменљив је чинилац изградње и јачања укупне политичке, економске и одбрамбено-заштитне моћи сваког савременог друштва. Наука и сазнања која се развијају у нашој земљи имају широке могућности да, у савременим условима, истражују одговарајуће сегменте одбрамбрено-заштитне теорије и праксе. Фундаменталним, примењеним и развојним истраживањима омогућава се изналажење најповољнијих и оптималних решења у свим сферама човековог деловања, и то како мирнодопског деловања тако и деловања у ванредним ситуацијама. Наука својим резултатима може највише допринети циљу којем тежи цивилна одбрана - да целокупна друштвена организација, производна сфера и сфера јавних делатности буду поливалентно постављене и уређене тако да буду подједнако функционалне у својим мирнодопским делатностима и у деловању у ванредним ситуацијама, уз неопходна минимална прилагођавања.
Од научноистраживачког рада у области цивилне одбране се очекује:
- да целовито истражује изворе и облике угрожавања државе, становништва, материјалних и културних добара и животне средине;
- да трага за научним одговорима о оптималним облицима и моделима организовања појединих елемената система цивилне одбране (цивилне заштите, службе осматрања и обавештавања, система заштите животне средине и сличних сегмената) и система у целини;
- да изучава, унапређује и усавршава производњу неопходне опреме и средстава за потребе свих структура система цивилне одбране;
- да изучава проблематику и изналази моделе заштите становништва, материјалних и културних добара и животне средине у условима свих катастрофичних угрожавања у миру и рату;
- да целовито истражује проблематику и предлаже најефикасније моделе управљања и руковођења система цивилне одбране у условима свих облика угрожавања у миру и рату;
- да истражује најповољније могућности, моделе обучавања и оспособљавања свих субјеката система цивилне одбране, почевши од грађана, па све до највиших државних органа и институција.

Научноистраживачка теорија и пракса су постале интегрални део стваралачког рада у нашој земљи и друштву. Као и у свим другим областима живота, и у припремању друштва за цивилну одбрану наука има веома значајну улогу, а научноистраживачки рад је услов за унапређивање праксе у тој области. Према томе, све научне организације и заједнице (академија наука, научни институти, научна друштва, универзитети, факултети и сличне институције), заједно са другим субјектима у друштву, треба да активно учествују у свим активностима од значаја за цивилну одбрану.
Припреме научноистраживачких институција за рад у ванредним ситуацијама у миру и у условима рата усмеравају се:
1. на изналажење адекватних начина заштите научних достигнућа, научних пројеката и научних кадрова од свих облика деструкције и отуђења;
2. на изналажење организационих, материјалних и кадровских решења и дефинисање програмске оријентације у научним дисциплинама и гранама и у свакој научној институцији, да би се могло наставити са научноистраживачким радом у новонасталој ситуацији;
3. за услове рата неопходно је у оквиру научних институција извршити одређене припреме које ће онемогућити да непријатељ користи истраживачке лабораторије и другу истраживачку опрему и инфраструктуру и, посебно, научне кадрове за своје потребе.

Садржај научноистраживачког рада се не мења битно у ванредним ситуацијама у миру и рату у односу на мирнодопски прериод, с тим што тежиште тог рада може бити усмерено на примењена истраживања и развојну делатност у областима које непоседно утичу на функционисање цивилне одбране у таквим условима. Будући да се опасности које прете цивилном становништву, материјалним и културним добрима и животној средини мењају, неопходан је сталан научни рад у тим областима ради ефикаснијег и ефективнијег супротсављања новим и измењеним опасностима.

### Култура и уметност
Уметност и култура утичу на културно уздизање народа, развј његових психо-физичких и моралних снага и на његово хуманистичко и патриотско васпитање.
Иако на први пут делују неспојиво, култура и уметност могу имати одлучујучи утицај на цивилну одбрану. Детаљном анализом ових друштвених функција откривају се њихове комплексне каузалне везе и односи. Култура и уметност доприносе јачању и развоју цивилне одбране, пре свега, развојем и јачењем цивилизацијских квалитета људског потенцијала, изграђујући човека као слободну и стваралачку личност, а људски потенцијал, односно човек, одлучујучи је чинилац цивилне одбране и одбране уопште. Са друге стране, цивилна одбрана, заједно са војном одбраном, обезбеђује основне услове за развој културе и уметности у миру и слободи. Слобода покреће човека да ствара, да мења и унаређује себе самог и животну средину.
Постоје и мишљења да допринос културе и уметности цивилној одбрани није од великог значаја и да се он може свести на заштиту културно-уметничких добара у кризним ситуацијама у миру и рату. Будући да је функција цивилне одбране у овој области много шира и потпунија, то мишљење није прихватљиво.
Што је човеково образовање свестраније и култура на вишем нивоу, он је толико спремнији за одбрану и заштиту свих вредности од разних облика угрожавања. Задатак целокупне уметничке и културне делатности чини обогаћивање, оплемењивање човекове личности, подизање културе грађана на највиши ниво и тиме развијање љубави према свом народу и домовини. Такво својство личности у условима угрожавања друштва може се трансформисати у одлике као што су морална чврстина, иницијатива, интуиција, пожртвовање, храброст, упорност, издржљивост и друге особине значајне за одбрану и заштиту у ванредним стањима и ратним условима. Ту тесна веза цивилне одбране и уметности и културе долази до изражаја.
У периоду ратних дешавања постоји потреба становништва за културно-уметничким и забавним животом. Уколико у тим тешким тренуцима нема духовног ангажовања човека, забаве и културе, па и културно-уметничког стваралаштва, призори рата и других кризних ситуација могу угрозити његов психички живот.
Међутим, није рат једина опасност којом се угрожавају, поред осталог, и остварења у области културе и уметности. Елементарне непогоде, техничко-технолошки удеси, асоцијалне појаве и друге невоље у миру могу угрозити достигнућа у овој области.
Према томе, установе и организације у области културе су обавезне да се припремају за цивилну одбрану. Те припреме су у функцији, пре свега, њиховог оспособљавања за обављање основне делатности, али и других послова и задатака у кризним ситуацијама, као што су:
- чување и заштита културних добара од уништења и отуђења;
- организвање културно-уметничког живота у ванредним стањима у циљу подизања морала и јачања спремности становништва на све изазове које рат и мирнодопске опасности могу да проузрокују;
- обезбеђење основних услова истакнутим ствараоцима у области културе и уметности да се и у рату и другим мирнодопским опасностима, према могућностима, могу бавити ствралачким радом.[14]

### Систем јавног информисања
Савремени друштвени односи карактеришу се већом потребом за ефикасним комуницирањем и разменом нових сазнања, односно за информисањем у свим областима живота и рада. У том смислу, једна од битних претпоставки за одлучивање о политици и циљевима друштва у области цивилне одбране у миру и рату, јесте свестрано, истинито, потпуно и правовремено информисање о свим битним и променама које су од непосредног значаја за остваривање одлука. Поред тога, систем информисања чини веома значајан елемент система руковођења цивилном одбраном.
Систем информисања даје фундаментална сазнања о узроцима и последицама несрећа великих размера и рата. Информисањем се откривају и законитости свих негативних последица и могућности њиховог ублажавања и санирања у миру и рату. Информисање доприноси васпитању и образовању становништва које се активно укључује у припреме за одбрану и заштиту и да остварује друге послове из те области.
Организације и институције јавног комуницирања и информисања имају задатак да објективно, благовремено и потпуно информишу грађане о свим питањима која се односе на изворе опасности, односно да правовремено указују на изворе и облике угрожавања безбедности земље и становништва. Са аспекта цивилне одбране, систем информисања има и задатак да делује према светској јавности, а пре свега према свим прогресивним снагама и пријатељски опредељеним земљама. Овај систем има обавезу да делује према снагама и становништву земље евентуалног агресора и њених помагача.
У складу са тим, неопходне су изузетно обимне организационе припреме система информисања за рад у рату и другим ванредним ситуацијама - тим пре што су објекти информативног система (штампарије и издавачка предузећа, радио-станице, телевизијске станице и студији и сличне установе) веома осетљиви и привлачни циљеви агресоровог освајања. Пракса је доказала да угрожавањем ових објеката готово увек долази до умањења ефеката деловања информативних организација и њихових служби. У таквим ситуацијама се обично не добијају правовремене и истините информације. У том смислу, припреме које се врше у систему информисања, односно у организацијама, предузећима и службама информативне делатности обухватају следеће активности у миру и рату:
- процену припремљеноти организација и средстава за информисање јавног мњења и грађана;
- процену кадровских могућности и потреба за ангажовањем у систему информисања;
- утврђивање начина организовања информативног система и обезбеђивање за њихов рад кадрова, техничких, финансијских и других средстава;
- утврђивање начина рада и заштите пословних органа, организација и њихових служби у систему информисања;
- утврђивање начина прикупљања података и информација о несрећама већих размера и евентуалним губицима у људству и материјалним губицима;
- избор решења за организацију размештаја пословодних органа и организација информационог система на друге локације и за начин њихове попуне људством, техником, финансијским средствима као и за њихово физичко обезбеђење уколико су угрожени.

Поред наведених активности у припремама информационог система, веома значајно је указати и на све распрострањенију и израженије разгранату мрежу приватних локалних радио и ТВ-станица на целокупном простору земље. Ове приватне информационе куће имају изузетно велики значај у информисању становништва.
У припремама система информисања изузетну пажњу треба поветити и припремама најсавременијег начина комуницирања, а који се односи на све раширенију компјутерску технику и опрему. У том циљу неопходно је на најширој основи оспособити што више грађана да се њоме служи како би могли да примају и врше дистрибуцију неопходних информација. Данас су све области људског рада и живота везане за ове системе. Скоро да нема ниједног државног органа и институције који није зависан и не темељи свој рад на основама ових комуникационих средстава. То захтева и неопходне припреме како би се у условима кризних ситуација ови системи заштитили од неовлашћеног упада у њих, јер би то могло да производе забуну, па чак и парализу одвијања појединих државних, војних, привредних и других делатности.